# Energía hidroeléctrica en Argentina
La energía hidroeléctrica en Argentina es una importante fuente de energía renovable en Argentina. En 2020, Argentina fue el 21.º mayor productor de energía hidroeléctrica del mundo, con 11,3 GW de potencia instalada.

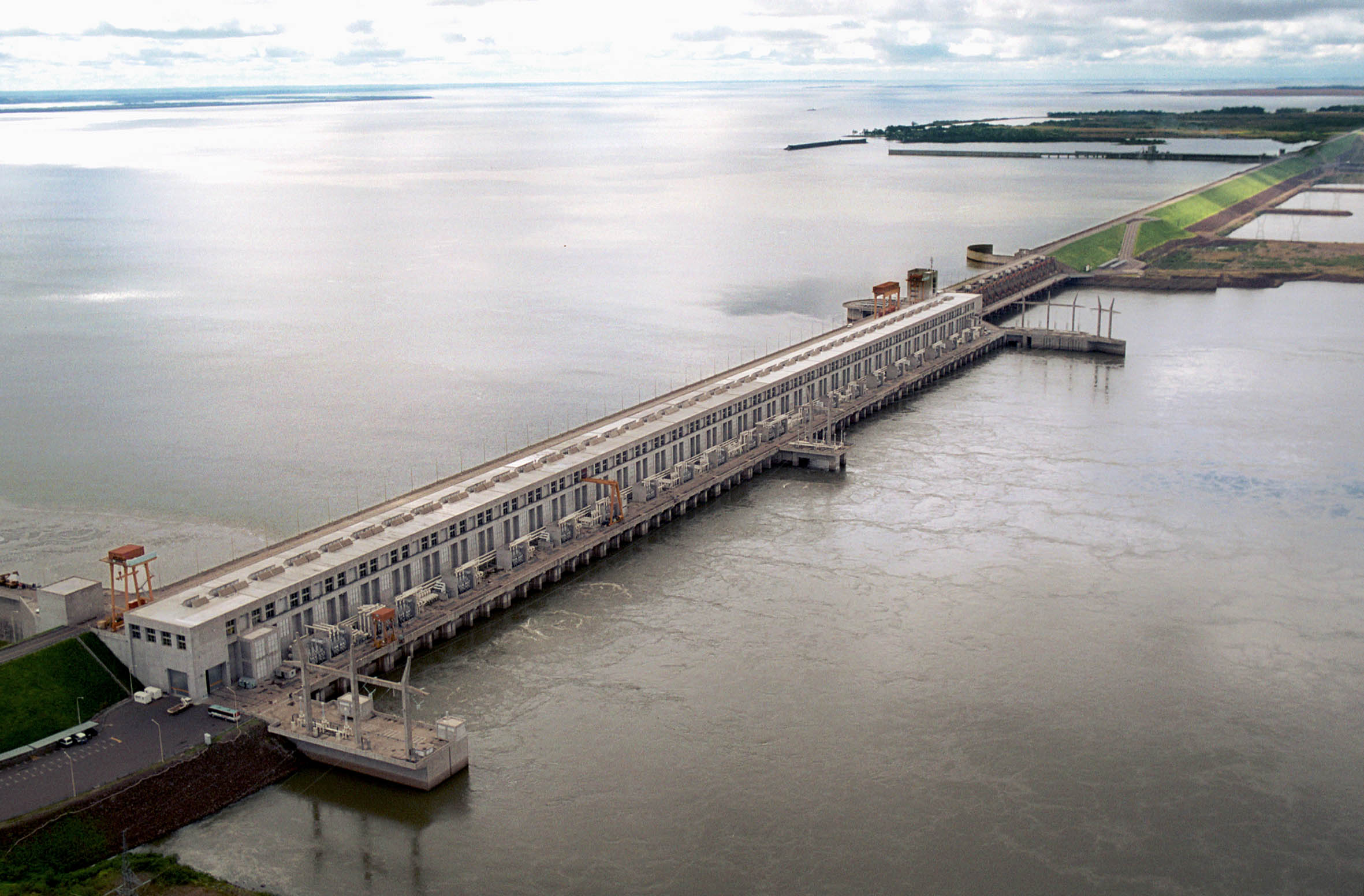
Represa de Yacyretá. Está previsto elevar su altura para aumentar la capacidad de generación de Argentina y Paraguay.

En cuanto a la energía hidroeléctrica, la represa de Yacyretá está elevando su altura en 7 m, hasta los 83 m previstos en el diseño original, lo que aumentará su capacidad de 1.700 a 3.100 MW. Esto aumentará un 60% su producción de electricidad (de 11.450 GWh a 18.500 GWh). Las obras terminaron en 2008, El año 2006, el gobierno anunció la licitación de la ampliación de Yacyretá con la construcción de una nueva planta de 3 turbinas en el brazo Añá Cuá del río Paraná. Esta ampliación, que terminada en 2010, aportará 300 MW de nueva capacidad de generación. El 25 de febrero de 2011, los presidentes de Argentina y Paraguay, Cristina Fernández de Kirchner y Fernando Lugo, dieron inauguración de la elevación de la cota definitiva que permite a la represa un aporte adicional de 8000 GWh/año de energía, y un plus de 1600 MW de potencia.
El potencial hidroeléctrico de Argentina se explota parcialmente. El potencial identificado es de 170.000 GWh al año, la producción hidroeléctrica alcanzó 42.360 GWh en 2006. También hay recursos minihidroeléctricos sin explotar con un potencial estimado del 1,81% de la producción total de electricidad (en contraste con el 0,88% actual). [cita requerida] En 2003 el presidente Néstor Kirchner inauguró el Embalse Y Central Hidroeléctrica Potrerillos. Se encuentra a una altitud de 1380 m s. n. m., extendiéndose por una superficie de 900 hectáreas. su inversión fue de 312 millones de dólares.
La obra de la Represa Punta Negra que se ubica sobre el río San Juan, se inició a principios de 2010 y finalizó en agosto de 2015 con un costo de 410 millones de dólares. Dicho proyecto además favorece el riego de unas 112 000 hectáreas productivas en la provincia de San Juan.
En 2015 se lanzó la licitación para la construcción del Complejo Hidroeléctrico La Barrancosa-Cóndor Cliff, un proyecto que contempla la construcción de las represas que aportarán al Sistema Argentino de Interconexión 1.740 MW. Los beneficios de estas obras preveían, además, la generación de 7000 puestos de trabajo y el desarrollo de áreas de riego, posibilitando así la expansión agrícola ganadera, las cadenas de valor agroindustrial y la atenuación de las crecidas del río, regulando su caudal. Las obras comenzaron en 2015.